# Mercedes-Benz Group
Mercedes-Benz Group AG (pronunție în germană [ˈdaɪmlɐ aːˈɡeː], fosta Daimler-Benz AG, DaimlerChrysler AG și Daimler AG) este o companie auto multinațională din Stuttgart, Baden-Württemberg, Germania. 
Mercedes-Benz Group deține în prezent mai multe mărci de mașini, autobuze și camioane precum Mercedes-Benz, Mercedes-AMG, Smart Automobile, Freightliner, Western Star, Thomas Built Buses, Setra, BharatBenz, Mitsubishi Fuso, dar și acțiuni la Denza, KAMAZ, Renault-Nissan și EADS. La sfârșitul lui 2012 compania a închis marca Maybach datorită pierderilor generate de vânzările reduse. Producția a fost redeschisă în noiembrie 2014. Din 2022 compania se numește Mercedes-Benz Group.

## Mărci
Mercedes-Benz Group vinde automobile sub următoarele mărci:
- Mercedes-Benz Cars
  - Maybach - producția a fost oprită în 2012[8]
  - Mercedes-Benz
  - Mercedes-AMG
  - Smart

- Daimler Trucks
  - Vehicule comerciale
    - Freightliner
    - Mercedes-Benz (grupul de camioane)
    - Mitsubishi Fuso
    - Thomas Built Buses
    - Sterling Trucks - operațiunile au fost lichidate în 2010, dar va continua să sprijine dealerii autorizați și proprietarii de vehicule
    - Western Star
    - BharatBenz

  - Componente
    - Alliance Truck Parts
    - Detroit Diesel

- Daimler Buses
  - Mercedes-Benz buses
  - Orion Bus Industries - așteptat să se închidă în 2013
  - Setra

- Mercedes-Benz Vans
  - Mercedes-Benz (grupul de frugonete)

- Daimler Financial Services
  - Mercedes-Benz Bank
  - Mercedes-Benz Financial
  - Daimler Truck Financial

- Altele
  - Mercedes AMG High Performance Powertrains (Construiește motoare pentru Formula 1)

## Participații
Mercedes-Benz Group deține în prezent acțiuni la următoarele companii:
- 89,29% Mitsubishi Fuso Truck and Bus Corporation din Japonia
- 50,1% Automotive Fuel Cell Cooperation din Canada
- 50% Engine Holding; Rolls Royce deține restul de 50%
- 50% Denza (Shenzhen BYD Daimler New Technology Co., Ltd)
- 49% Tognum din Germania datorită cotei de 50% din Engine Holding, care deține 98% din acțiunile Tognum.
- 12% Beijing Automotive Group (BAIC)
- 11% KAMAZ din Rusia
- 7,5% European Aeronautic Defence and Space Company (EADS)[9] care deține compania Airbus din Franța
- 4,7% Tesla Motors din SUA[10]

## Mercedes-Benz Group AG în România
Mercedes-Benz Group deține în România 100% din compania Star Transmission, înființată în 2001, care are două fabrici, în Cugir și Sebeș, unde se produc componente pentru motoarele și cutiile de viteze ale automobilelor din gama actuală a Mercedes-Benz, dar și pentru modele mai vechi, asigurând piese de schimb.
Fabrica din Sebeș a fost inaugurată în 2009, avea o suprafață de 7.200 mp și produce componente pentru cutii de viteză.
Producția de la Sebeș a fost transferată în anul 2012 la Cugir.
Număr de angajați:
- 2009: 427[13]
- 2010: 490[13]
- 2012: 751[14]
- 2013: 1.004[14]
- 2014: 1.200[15]

Cifra de afaceri:
- 2012: 28 milioane euro[14]
- 2013: 38,2 milioane euro[14]

De asemenea, Mercedes-Benz Group mai deține compania Star Assembly, care în 2013 a primit un ajutor de stat de 37,4 milioane euro pentru construcția unei unități de producție de transmisii automate la Sebeș, investiția totală ridicându-se la circa 238 milioane euro.